# Jesu historicitet
Jesu historicitet handlar om vad man idag vetenskapligt kan belägga gällande den historiske personen som kallades Jesus från Nasaret, och som i Bibeln fick titeln Kristus (vilket århundradet efter hans död förvandlades till namnet Jesus Kristus). Detta innefattar frågor såsom om han var medveten om att han grundade en ny religion skild från judendomen, inrättade den kristna kyrkan med aposteln Petrus som den förste påven i Rom, uppfattade sig själv som Guds son och en aspekt av Gud (enligt treenighetsläran), betraktade sig själv som Messias, samt om hans förkunnelse dominerades av talet om den sista tiden eller om han främst hade ett socialt och etiskt budskap.
Talrika vitt skilda försök har gjorts för att ge en bild av den historiske Jesus, hans utveckling och hans egen avsikt med sin förkunnelse. Men i stort sett saknas möjligheter till att vetenskapligt framhäva en av dessa bilder på bekostnad av de andra. Hypotesen att Jesus Kristus såsom han beskrivs i Nya Testamentet inte existerat som historisk person kallas Jesusmyten eller Kristusmyten. Den vetenskapliga hypotesen att den Jesusgestalt som beskrivs i Bibeln ”inte” grundar sig på någon historisk person kallas den ahistoriska hypotesen. Teorier om att Jesus existens helt är en uppfinning av kristna förfäktas idag i huvudsak av populärvetenskapliga författare, men betraktas av etablerade forskare i allmänhet som långsökta och osannolika konspirationsteorier.

## Primära källor och etablerad uppfattning

### Nya testamentet
De primära källorna vid studiet av Jesu historicitet är de äldsta böckerna i Nya testamentet, som studeras med textkritisk metod. Deras författare förmodas inte ha träffat Jesus, men böckerna anses innehålla uppgifter och traditioner som baseras på vittnesmål från människor som kan ha träffat Jesus och fortfarande levde vid texternas författande. De tidigaste källorna är det hypotetiska Q (från tyskans Quelle = källa), som anses författad på 40- eller 50-talet e.Kr., de sju av Paulus brev som anses skrivna av honom själv på 50-talet e.Kr, det vill säga 20–30 år efter Jesus död, samt Markusevangeliet, som skrevs ungefär år 70 e.Kr. Originaltexter saknas men korta fragment ur papyrushandskrifter finns bevarade sedan 200-talet.
Evangelierna gör emellertid tolkningar av de händelser de beskriver i syfte att bekräfta att Jesus var Messias enligt gamla testamentets profetior, och deras författare förhöll sig inte skeptiska till rykten om övernaturliga händelser. Därför är evangelierna i sig själva inte tillräckligt övertygande som bevis, även om bristerna i det som har karaktär av historiska uppgifter kan vara överdrivna.

### Icke-kristna källor
Icke-kristna källor bör åberopas, men det finns få av Nya testamentets uppgifter som stöds av samtida och av kristendomen oberoende källor. Några icke-kristna oberoende historiker ger ett fåtal uppgifter om Jesus eller människors tro på Jesus, däribland Josefus (ca 37–100 e.Kr), Suetonius (75–160 e.Kr.), Tacitus (ca 55–120 e.Kr.), Plinius d.y. (63–113 e.Kr), men de var inte samtida med Jesus, originaltexterna saknas, kristna tillägg har gjorts vid avskrifter, och av dessa anses endast Josefus och Suetonius texter innehålla formuleringar som ursprungligen var opåverkade av den berättartradition som finns bevarad i Nya testamentet.
Den främsta icke-kristna källan som brukar åberopas är den judiske historieskrivaren Flavius Josefus. Josefus nämner flera av personerna som förekommer i evangelierna, däribland Johannes Döparen, Pontius Pilatus och Herodes den store. I hans historieverk Judiska fornminnen som färdigställdes år 93 eller 94 finns också Jesus omnämnd och detta vid två tillfällen. Dels i förbigående där berättelsen handlar om att den judiske översteprästen Ananos avsattes som överstepräst till följd av att han avrättade ”brodern till Jesus som kallades Kristus, vars namn var Jakob, och några andra”, dels i den något längre beskrivningen av hans gärning i ett stycke som går under namnet Testimonium Flavianum. Emedan de flesta (men inte alla) forskare antar att Josefus nämnt Jesus i samband med Jakobs avrättning är oenigheten större vad gäller Testimonium Flavianum. Även om flertalet forskare tror att Josefus skrev något om Jesus även här, anser nästan alla dessa att han knappast kan ha skrivit alltsammans.
Under flera hundra år har frågan om Testimonium Flavianums äkthet varit föremål för omfattande diskussion. Den i dag oftast företrädda positionen är att Josefus skrev något om Jesus men inte allt av det som ingår i stycket. Genom att plocka bort meningar och delar av meningar som anses vara tydligt kristna, anser många forskare att man därmed återskapat en text som ligger nära det Josefus ursprungligen kan ha skrivit. Denna kvarvarande text skulle i sådana fall utgöra ett oberoende utomkristet vittnesbörd till stöd för att Jesus var en undergörande vis man och lärare som avrättades av Pilatus och gav upphov till kristendomen. En minoritet bland forskarna anser dock att hela Testimonium Flavianum är ett senare kristet tillägg och att Josefus inte skrev något alls av stycket. Orsakerna till att de anser att så är fallet är bland annat att stycket inte passar in i sitt sammanhang i bok 18 av Judiska fornminnen; att den efterföljande meningen verkar syfta på stycket före Testimonium Flavianum; att de uttryckligt kristna partierna inte så lätt går att avlägsna utan att göra den kvarvarande texten ologisk och att Josefus likväl inte kunde ha skrivit en sådan avskalad text.

### Källkritiska kriterier
Vid källkritisk värdering av uppgifters trovärdighet används följande kriterier: Uppgifter betraktas som trovärdiga och sannolika om de stöds av flera av ovanstående tidiga och av varandra oberoende källor, om de beskrivs olika i källorna och således sannolikt baseras på skilda personers vittnesmål, och om de går emot vad man kan förvänta sig av kristna omskrivningar utan tvärtom blir besvärande för kristenheten eller kräver komplicerade teologiska förklaringar. Exempel på en uppgift som uppfyller dessa kriterier, och således betraktas  som trovärdig, är att Jesus lät sig döpas av Johannes döparen trots att han enligt kristen tro inte behövde omvändelse och syndernas förlåtelse.

## Forskningens villkor
Fram till modern tid var tolkningen av Bibelns texter kyrkans prerogativ. En stor del av den traditionella forskningen kring Jesu existens och Nya Testamentet har emellertid kritiserats under de senaste århundradena. Dess kritiker anser att den är grundad på trosföreställningar snarare än på vetenskap. Det uppstod efter renässansen och framför upplysningstiden en lång dragkamp mellan de kristna kyrkorna och den historiska forskningen, som bland annat gav upphov till den romersk-katolska nyskolastiken under sena 1800-talet och första hälften av 1900-talet, den nutida bibelfundamentalismen inom främst protestantiska kretsar och en bestående, ömsesidig misstänksamhet mellan forskare och teologer. I synnerhet under 1900-talet har emellertid källforskningen till stor del anammats i teologiutbildningar och av de kristna kyrkorna, med undantag för vissa frikyrkor där pastorerna har kortare teologisk utbildning. Teologiundervisningen har därmed närmat sig den historisk-kritiska forskningen.
Problematiken bottnar framför allt i att det saknas skriftliga källor om Jesus från hans samtid (30-talet e.Kr.). Jesus själv har inte efterlämnat något skrivet material. Trots att de fyra evangelierna och Apostlagärningarna kommer först i Nya testamentet utgör de inte de äldsta källorna om Jesus. I stället antas Paulus brev vara äldst. En annan tidig skrift antas vara det hypotetiska Q. Äldst av Paulus brev anses Första Thessalonikerbrevet vara, vilket bör ha skrivits medan Paulus bodde i Korinth åren 50–52 enligt vår tideräkning. De övriga Paulusbreven har författats fram till senast år 65 v.t. då Paulus led martyrdöden. Somliga så kallade deuteropaulinska brev är författade senare, ibland hundratals år efter Paulus död, se Paulus brev. Problemet är emellertid att de äldsta kopior av breven som finns bevarade är från tidigt 200-tal. Eftersom boktryckarkonsten inte uppfanns förrän 1440 har Paulus brev kopierats genom avskrivning ett okänt antal gånger under dessa drygt 150 år. Detta gäller också evangelierna, och man måste anta att ett antal fel insmugit sig på grund av rena misstag. Även medvetna friseringar kan ha gjorts för att få texterna att verka trovärdigare eller för att få dem att stämma överens med varandra och med profetior i Gamla Testamentet.
På grund av det judiska upprorskriget mot det romerska imperiet, och eftersom romarna inte tros ha bokfört varenda avrättning, har inga dokument om Jesu avrättning från Pontius Pilatus tid som ståthållare i Palestina åren 26–36 överlevt. Inte heller några papper från romarnas administrativa centrum Caesarea har klarat sig. En hypotes är att vissa kopior och rapporter kanske sändes till Rom om korsfästelsen av en andlig lärare som samlat många anhängare, och även efter denna tid borde det finnas dokument i Rom om en växande judisk kult som nu lockade till sig konvertiter i imperiets huvudstad. Men dessa papper kan ha gått förlorade i de många plundringarna av Rom när antiken ersattes av medeltiden. Man kan även tänka sig att den kristna kyrkan själv, när kristendomen hade blivit statsreligion i Rom, förstörde alla dokument vars innehåll stred mot den bild de skapat av Jesus under århundradenas efter dennes död. Josefus skrifter är kontroversiella, se ovan. I bevarade skrifter av den med Jesus samtida historikern Filon från Alexandria (född 25, död 40 v.t.) nämns inte Jesus alls trots att Filon hade nära kontakt med judiska grupper i och utanför Alexandria i Egypten som hade samma budskap och ordval som Jesus använde sig av.
De tre första evangelierna skrevs efter Paulus senare brev medan Johannesevangeliet skrevs ytterligare några decennier senare. Enligt historisk-kritiskt betraktelsesätt är inte evangelierna historiska beskrivningar i vår bemärkelse, utan texter som syftar till att förkunna vad apostlarna uppfattade som ”det glada budskapet”, alltså Kristi frälsningsverk. De äldsta icke-kristna källorna, såsom vissa rabbinska texter, skrevs inte förrän efter cirka år 65, den judiske historiebeskrivaren Josefus skrev om Jesus på 90-talet e.Kr. och romerska källor om kristendomen som Plinius den yngre och Tacitus skrevs först på 110-talet e.Kr. Suetonius omnämner år 120 e.Kr. ”oroligheter anstiftade av en viss Chrestus” (som var ett vanligt namn på slavar boende i Rom) som skall ha resulterat i att kejsar Claudius år 49 e.Kr. utvisat judar från Rom. Dessa källor är dessutom mycket kortfattade (se nedan).

## Trosuppfattningar och hypoteser
Den traditionella uppfattningen, att den historiske Jesus var densamme som trons Jesus såsom han beskrivs i evangelierna och de andra böckerna i Bibeln (och enlighet med kyrkans traditionella lära), delas av flertalet kristna. Det har dock genom tiderna uppstått många alternativa hypoteser om honom, av vilka somliga har fått stor spridning och andra har begränsat stöd. Nedan följer några exempel:
- Jesus har existerat som person i historien, men man vet ingenting om honom. Enligt denna uppfattning, som omfattades av den brittiske antikkännaren Gilbert Murray, den tyske teologen Rudolf Bultmann och i modern tid av bland andra Robert M. Price, är berättelserna om honom mytiska, möjligtvis med undantag för avrättningen.
- Jesus har existerat som person i historien, men man vet mycket lite om honom, och exakt vad som kan sägas med säkerhet är föremål för debatt. Enligt denna uppfattning skulle berättelserna om honom i stor utsträckning vara myter, men innehålla ett fåtal mer eller mindre historiskt korrekta utsagor, och även ett antal autentiska citat (exakt vilka är föremål för debatt). Detta är idag det vanligaste synsättet inom akademisk forskning. Dopet i Jordan och korsfästelsen anses av de flesta inom forskarvärlden vara historiska, eftersom de utgjorde pinsamheter för den tidiga kyrkan (Criterion of Embarrassment).
- Jesus betraktade sig själv främst som en judisk profet som varnade befolkningen för den nära förestående sista tiden, men såg sig inte som Guds son eller som en stiftare av en ny religion. Bland andra representerar Jonas Gardell denna skola i sin populärvetenskapliga bok ”Om Jesus” och sin TV-serie. Detta synsätt är egentligen en underavdelning av föregående synsätt och en populärvetenskaplig presentation av Albert Schweizers inflytelserika forskningsläge från 1906.
- Jesus har aldrig existerat som historisk person. Alla berättelser om honom är myter eller inte avsedda som historiska berättelser (se Ahistoriska hypotesen, Radikalkritik, doketism och Jesusmyten). Till detta synsätt anslöt sig autodidakten Gerald Massey (som fabulerade fram vissa delar av sitt källmaterial) och de tyska filosoferna Bruno Bauer och Arthur Drews. I modern tid omhuldas dessa teorier av bland andra forskarna Richard Carrier och Earl Doherty.
- Jesus var en vis man, men Bibeln överdriver hans mytologiska drag och övernaturliga förmåga. Föreställningen om Jesus som en vis man uppskattades mycket av upplysningstidens författare, som generades av anspråken på gudomlighet. Den ligger också nära den muslimska uppfattningen. Denna teori anfördes av bland andra Thomas Jefferson, som skrev en egen version av Bibeln där alla mytologiska drag och den moral som Jefferson ogillade var bortrensade. (The Jefferson Bible, Jefferson 1819).

En del nutida författare har framfört egna hypoteser: 
- Alvar Ellegård hävdar till exempel att Jesus egentligen var essé, den så kallade ”Rättfärdighetens lärare” som levat 200 år tidigare. Paulus skulle ha fått en religiös uppenbarelse på väg till Qumran och hämtat sin bild av Jesus från sekten där (Ellegård 1992).
- Hjalmar Söderberg menade att Jesus är samma person som Barabbas, den fånge som blev frigiven när folket fick välja mellan Jesus och Barabbas (arameiskans Bar Abba betyder son till Fadern[27]).
- En rad samstämmiga egenskaper mellan Jesus och Paulus visar, enligt Lena Einhorn, att Jesus från Nasaret och Paulus från Tarsos var en och samma person. Enligt henne skulle Paulus förmodade epilepsi och sjuklighet vara ett resultat av korsfästelsen, som varade i blott sex timmar och som han överlevde, samt den svåra misshandel som föregick denna. Einhorn framför också hypotesen att Jesus aktiva liv och död har likheter med händelser och förhållanden som ligger 15–20 år framåt i tiden.[28].[28][29]
- Michael Baigent och Richard Leigh föreslår att Paulus var en romersk infiltratör som sänts för att infiltrera sekten i Qumran och göra den mer vänligt sinnad till ockupationsmakten, samt att Jesus är densamme som sektens "Rättfärdighetens lärare". (Baigent/Leigh 1999) Enligt Earl Doherty har kristendomen dubbla rötter, dels en mytologisk Kristus skapad av Paulus och hans församling, dels en judisk Jesus som berättas om i evangelierna. Detta eftersom ingen av de tidigaste kyrkofäderna, tycks ha känt till vare sig evangeliernas existens eller innehåll som skrifter, och eftersom Paulus säger sig ha fått uppenbarelser från Jesus själv om evangeliet. Enligt Doherty hade till och med Petrus och Jakobs församling, som betraktas som den kristna "urkyrkan", endast en mytologisk bild av Jesus. (Doherty 1999, Doherty 2001).
- Fida M. Hassnain hävdar att Jesus överlevde korsfästelsen och sedan missionerade i nuvarande Pakistan och slutligen dog av ålder i Srinagar i nuvarande Jammu och Kashmir (Hassnain 2004). Detta är den traditionella uppfattningen inom den muslimska Ahmadiyya-rörelsen. Dess anhängare anser att Jesus flydde med Maria Magdalena och Thomas till Kashmir. Maria Magdalena dog på vägen men Jesus framlevde sina dagar där han tillbringat ungdomen och är begravd strax utanför Srinagar.
- Nicolas Notovitch (1858-efter 1916) var en ryskjudisk upptäcktsresande och journalist. Han hävdar i sin bok, The unknown life of Jesus Christ, först utgiven 1894, att Jesus, under sina så kallade okända år, från att han var cirka 12 till cirka 30 år gammal, lämnade Galiléen för Indien och studerade med buddhister och hinduer innan han återvände till Judéen. Notovitch tillbringade en tid vid klostret Hemis i Ladakh på grund av ett benbrott han ådragit sig under en resa i dessa trakter. Där menar han sig ha fått ta del av ett dokument med titeln Den helige Issas liv: den bäste av människosönerna. Notovitch hävdar att chefslaman vid Hemis berättade för honom om detta verk och att det lästes upp för honom via en tolk. Notovitch lät teckna ner den muntliga översättningen av denna tibetanska skrift skildrande "Issas liv" och vilken sades vara en översättning gjord från en förlaga på pali. Notovitch publicerade skriften i sin bok tillsammans med sin reseskildring. Arbetet består av 244 korta paragrafer, arrangerade i fjorton kapitel. Namnet "Issa" påminner om namnet "Isa" som är namnet på Jesus i Koranen och sanskritordet "īśa", som betyder herren.

## Framväxten av historisk-kritiska betraktelsesätt
Den förste som anlade ett historisk-kritiskt betraktelsesätt i bibelvetenskapen var Johann Salomo Semler (1725–1791). Under 1800-talet utgavs åtskilliga verk som försökte utreda förhållandet mellan den historiske Jesus och de legender om Jesus som de ansåg präglade litteraturen om honom, främst märks David Strauss (1808–1874) med sin Das Leben Jesu kritisch bearbeitet från 1835. Denna skola brukar kallas "den mytologiska skolan" och innefattar troende kristna, agnostiker och ateister. Senare anhängare av skolan inkluderade socialisten Karl Kautsky (1854-1938), som menade att ingen säker kunskap om Jesus kunde erhållas, eftersom man inte vetenskapligt kunde skilja fakta från myt. Enligt de mest radikala i denna skola bör man inte använda Nya testamentet och andra kristna texter som historiska källor överhuvudtaget.
Under 1700-talet förekom det att forskare ville se kristendomen och de judiska esséerna som en och samma grupp. Denna tes har i modern tid tagits upp av engelskprofessorn och autodidakten Alvar Ellegård, med anledning av de i modern tid funna Dödahavsrullarna. Till skillnad från Kautsky, tillmäter dock Ellegård de kristna texterna ett visst källvärde, men menar liksom den mytologiska skolan att litteraturen om Jesus innehåller en tidig mytbildning om hans person och gärning. Internationell forskning kring dödahavsrullarna ger inget eller litet stöd åt Ellegårds hypoteser. Han har också kritiserats för att inte fullt ut använda alla de källor som finns tillgängliga, bl.a. gällande esséerna.
Filosofiprofessorn Artur Drews (med Die Christusmythe, 1909), och den franske autodidakten P.L. Couchoud (1879–1959) gick ett steg längre och menade att Jesus aldrig funnits. Deras teorier och argument betraktas dock i regel inte som hållbara.

## Skriftliga källor

### Kristna
Några original till evangelietexterna finns inte bevarade, däremot finns det flera tusen avskrifter bevarade från de första århundradena. Den ordning som texterna har i Nya Testamentet motsvarar dock inte exakt i vilken ordning texterna skrevs. Matteusevangeliet, vars målgrupp av författaren förutsätts vara väl bevandrade i Gamla Testamentet, bygger till relativt stor del på det betydligt kortare Markusevangeliet vars författare enligt traditionen är den Johannes Markus som reste tillsammans med Paulus under dennes tidiga resor i nuvarande Turkiet. Detta evangelium anses traditionellt ha riktats till en romersk publik. Lukasevangeliet är tillsammans med Apostlagärningarna en sammanhängande berättelse från Johannes Döparens födelse strax före vår tideräknings början fram till dess att aposteln Paulus når Rom några år innan Jerusalem ödeläggs av romarna år 70 e.Kr. Dess författare, Lukas, anses vara identisk med den Lukas som var Paulus följeslagare under dennes senare resor och som även omnämns i Paulus brev. Det är allmänt accepterat att de tre första evangelierna sammanställdes tidigast under eller strax efter aposteln Paulus resor i mitten av det första århundradet e.Kr. medan Johannesevangeliet av den tidiga kristna kyrkan alltid daterats till slutet av det första århundradet e.Kr. Paulus brev dateras till omkring åren 40–60. och skrevs alltså delvis under de resor som återges av hans följeslagare Lukas i Apostlagärningarna. 
Ett argument som ofta framförts är att Paulus visar en fullständig okunnighet om de händelser som senare nedtecknades i evangelierna. Paulus återger inga av Jesu liknelser, nämner inget om Jesu föräldrar, om jungfrufödelsen eller om platsen där han föddes, inte heller om Jesus underverk. I Paulus brev finns heller ingen information, menar tvivlarna, om exakt när Jesus var verksam, om beteckningen "Människosonen", om rättegången och om Judas Iskariot.
Argumenten för att Jesus i stort sett var okänd för Paulus har dock kritiserats häftigt. Det viktigaste för Paulus, menar kritikerna av denna uppfattning, var inte vad Jesus sade och gjorde en viss dag, utan att sprida kunskapen om att Jesus återuppstått från döden och därmed både bevisat att han var Guds son och att alla människor har möjlighet till evigt liv. Man har listat närmare 100 fakta om Jesus som Paulus nämner i sina brev. Det anses rimligt att anta att mottagarna av Paulus brev redan var informerade om de mera jordnära detaljerna om Jesu existens.
De bevarade kristna källorna för Jesu liv är i första hand Nya Testamentets evangelier, Apostlagärningarna och andra brev. Därtill finns några utomkanoniska källor, till exempel Nasaréerevangeliet och Hebreerevangeliet. Av dessa är aposteln Petrus utsagor i Apostlagärningarna troligen äldst, även om det inte är en förstahandskälla. Uppgifterna i evangelierna skiljer sig åt inbördes, och evangelierna brukar inte användas för mer detaljerade historiska analyser av Jesu liv och person, och när de gör det är det med komparationer. Det är allmänt vedertaget att evangelisterna inte hade som huvudsakligt syfte att skriva Jesu biografi. Vad de har haft för syfte finns det olika uppfattningar om och hanteras inom hermeneutik och exegetik.
Den äldsta kristna källan man känner till brukar kallas "Logiakällan", vilken är en vetenskaplig fiktion för det gemensamma materialet i Matteus och Lukas evangelier. Dessutom är agrafa känt, vilket är ett namn på Jesusord som citeras av kyrkofäderna, men vilkas ursprungskälla eller källor är ovissa.
Det har även funnits flera olika versioner av evangelierna. De äldsta bevarade handskrifterna av Markusevangeliet slutar med vers 16:8, när kvinnorna upptäcker att graven är tom, och beskriver alltså inte det centrala kristna temat Uppståndelsen i vers 16:9–20. Det finns även stycken från evangelier som ansetts ha skrivits in av senare författare, då de så drastiskt skiljer sig från textflödet. 
Det äldsta bevarade stycket från NT är några rader ur ett dokument som kallas P52, som idag finns på The John Rylands University Library i Manchester. Fragmentet dateras till någonstans mellan 110 och 160 e.Kr. På fragmentets framsida finns några ofullständiga rader från det som i dag är Johannesevangeliet (Joh) 18:31–33, och på baksidan finns delar av Joh 18:37–38. Det är vanskligt att utifrån detta dra slutsatser om hur texten som helhet såg ut. Runt år 170 e.Kr. sammanställdes de fyra evangelierna till Diatessaron av Tatianus. Ett komplett bevarat evangelium finns först att finna från 300-talet på grekiska.

### Historiker och samtida
Den romerske historikern Cornelius Tacitus (55–120) skriver i sina Annaler några år före sin död att de kristna fått sitt namn efter Christus, som ska ha avrättats på order av den romerske prokuratorn (lat. procurator) Pontius Pilatus under den romerske kejsaren Tiberius regering. Huruvida Tacitus återger vad han läst i officiella dokument eller vad han hört från kristna är omdiskuterat. Som argument mot att Tacitus använt officiella dokument som källor brukar anföras att han anger fel titel på Pilatus. Den titel Pilatus bar (praefectus civitatis) var inte längre i bruk, och Tacitus använder i stället en närliggande samtida titel. Professorn i Nya Testamentet Robert E. Van Voorst skriver att "[d]en troligaste källan till Tacitus information om Kristus är Tacitus egna kontakter med kristna, direkt eller indirekt".
Filon från Alexandria (lat. Philo Judaeus eller Philo Alexandrinus), född omkring 25 f.Kr., död omkring 40 e.Kr., var en judisk aristokrat och intresserad av religiösa frågor, särskilt när det gällde judarna. Han sökte systematiskt att tolka Bibeln som en esoterisk allegori. I hans texter nämns aldrig Jesus. Däremot skriver han år 10 e.Kr. om en religiös grupp som han kallar "therapeutia", och som ibland ansetts avse kristna. Denna tolkning är dock osannolik.
Den judiske historikern Justus av Tiberias förefaller inte ha omtalat Jesus i sitt verk "Justus Palestinska Historia" från c:a 80. Justus skrifter finns inte bevarade, men biskop Fotios i Konstantinopel hävdade på 800-talet att Justus inte nämnde Kristus. Trots att Justus texter inte är bevarade kan man på goda grunder utgå från att Justus aldrig nämnde Jesus, eftersom de tidiga kyrkofäderna annars skulle ha anfört det i sina argument. Att Justus inte ens nämnde Jesus verkar ha förvånat biskopen, vilken dock i samma andetag förklarar denna försummelse vara en vanlig brist hos judiska författare.
Jesus nämns två gånger i den judiske historikern Flavius Josefus verk Judiska fornminnen från år 93 eller 94. Båda passagerna om Jesus är ifrågasatta som möjliga interpolationer. Det gäller främst det längre omnämnandet av Jesus i bok 18, medan det råder en större enighet om att Josefus nämnde Jesus i samband med att han berättade om avrättningen av Jakob.
Suetonius skrev omkring 120 om en Chrestus som ställt till oroligheter bland judarna i Rom år 49 när Claudius var kejsare. Till skillnad från Christus var Chrestus ett vanligt namn i regionen. Vissa anser att Chrestus är en referens till Jesus Kristus, något som länge synes ha varit den förhärskande meningen. Ungefär samtidigt utvisades judarna från staden Rom, en händelse som det anspelas på i Apostlagärningarna, och det har föreslagits att orsaken skulle vara stridigheter om Jesus inom den judiska församlingen som orsakade detta. I så fall skulle "Chrestus" vara en missuppfattning – eftersom det var ett bekant namn – av "Christus", som var obekant för författaren. Det är dock omstritt vad Suetonius mening egentligen syftar på, och den har givit upphov till mycket litteratur.

### Judiska
Den äldsta delen i Talmud (den judiska lagen), Mishna, sammanställdes på 200-talet men omnämner inte Jesus. 
I uttolkningarna av Mishna (gemara, hebreiska ”fullbordande”, ”memorering” eller ”tradition”) i babyloniska Talmud som sammanställdes på 500- och 600-talen, finns inte bara en utan flera personer med namnet Jesus (Jeshu[a]) omnämnda. Den nämner i synnerhet en "Jeshu ben Pantera, även känd som ben Stada", som skall ha varit en trollkarl. Tidigare i Tosefta (början av 200-talet) sägs denne ben Stada (som där emellertid inte bär tilltalsnamnet Jeshu) ha stenats i Lod. I vissa ocensurerade handskrifter av babyloniska Talmud (500-talet) förekommer ett tillägg till Sanhedrin 67a, i vilket det sägs att Ben Stada i Lydda (det vill säga dagens Lod) hängdes på påskaftonen. Det finns också en passage i Babyloniska Talmud där denne ben Stadas moder sägs vara en viss Miriam [Maria] hårfrisörskan [hebreiska: m’gaddela nashaia]. Namnet Maria och likheten mellan hebreiskans "m’gaddela" och grekiskans Magdalênê har lett till antagandet att Maria Magdalena avses. Samtidigt antas detta bara vara en judisk reaktion på den kristna förkunnelsen långt fram i tiden och behöver inte bygga på någon judisk förstahandskunskap om vare sig Jesu moder Maria eller Maria Magdalena.
Först i gemaran, i Babyloniska Talmud (500-talet) har dessa båda, ”ben Stada” och ”ben Pantera” (Pandira), kopplats samman med Bibelns Jesus. Där omtalas att man på påskaftonen hängde Jesus [nasarenen] ("Jeshu ha-Notsri"), en revolutionär som utövat trolldom och vållat avfall i Israel. Här har "ben Stada" i den äldre berättelsen bytts ut mot "Jeshu ha-Notsri". Tillnamnet ha-Notsri, vilket de flesta källskrifter utelämnar, kan tolkas "Nasareen" och därmed erbjuda en koppling till Bibelns Jesus från Nasaret. Tolkningen är dock ytterst omstridd och det finns inget annat i berättelsen om trollkarlen Jeshu som anknyter till Bibelns Jesus. Att det vid den här tiden funnits flera kända personer med samma förnamn är känt; namnet Jesus (arameiska Jeshu) var ett vanligt namn och exempelvis historikern Josefus nämner cirka tjugo personer med det namnet (varav minst tio var samtida med Bibelns Jesus).
Det finns också ytterligare omnämnanden av en Jesus i babyloniska Talmud. En viss rabbi Jehoshua ben Perahjah sägs att med båda händerna ha stött bort Jeshu och vissa ocensurerade handskrifter har här Jesus nasarenen. Berättelsen fortsätter med att samme rabbi flydde till Egypten i sällskap med Jesus. Jesus sägs ha utövat trolldom och vållat avfall i Israel och en handskrift ger honom namnet Jesus nasarenen. Detta sägs ha skett under den judiske kungen och översteprästen Alexander Jannaeus styre (103–76 f.Kr.) och således hundra år före Kristus. I palestinska Talmud uppges rabbinen ha varit, inte ovan nämnde Jehoshua ben Perahjah, utan en med honom samtida rabbin vid namn Jehuda ben Tabbai, och vidare talas om tvisten mellan denne rabbin och en icke namngiven lärjunge.
I rabbinsk tradition förekommer polemik mot Jesus och denna är tidigast bevittnad genom Kelsos ca år 178 e.Kr. I de judiska angreppen på den kristna läran hävdas att Jesus inte alls var Guds son utan en oäkting och man hävdar att de mirakler han utförde var resultatet av trolldom. Inget tyder på att man ifrågasatt hans existens, men å andra sidan tyder heller inget på att det man sade var sant utan det synes mest ha varit polemik riktat mot det de kristna själva påstod om Jesus. Josefus Flavius möjliga omnämnande och den rabbinska litteraturen har ofta tagits som bevis för evangeliernas trovärdighet. Men den senare har även tolkas som om den bygger på urkristendomens förkunnelse och har i så fall inget källvärde.
Stauffer anser att Elieser ben Hyrkanos nämner "Jesus trollkonster" redan ca år 95, och att judarna hade en förbannelseformel som dateras till 95–110. Det handlar om en viss Jakob från byn Sama som sägs ha försökt bota i ”Jeshua ben Pandiras namn”: Detta förekommer i Tosefta i en troligen rätt sen passage. En förutsättning för denna tidiga datering är att Elieser ben Hyrkanos verkligen sagt det som senare tillskrevs honom och att ben Pandira är densamme som Bibelns Jesus, vilket inte är givet. Det faktum att den ena motsvarande passagen i palestinska Talmud saknar uppgiften att botandet skedde i ”Jeshua ben Pandiras namn” och att den andra motsvarande passagen helt saknas, tyder på att dessa uppgifter är sena tillägg. Vidare omtalas ett judiskt släktregister som ibland sägs stamma från före år 70 men som skrevs ca år 200, och där "den och den" (pelôni) sägs ha varit "en oäkting född av en äktenskapsbryterska". Många anser att "den och den" ska ses som ett kodord för Jesus och i så fall spegla judiska föreställningar från 100-talet. Fast då stycket handlar om vilket straff som var lämpligt för modern till en oäkting kan "den och den" mycket väl avse en ospecifik person vem som helst, och just genom denna vaghet avfärdas inte sällan detta som en referens till Jesus av många nutida forskare. Mot senare delen av 100-talet förekommer judiska skvallerhistorier om att Jesus skulle ha varit utomäktenskaplig son till Maria och en romersk legionär vid namn Pantera. Flera forskare menar att Ben-Pantera (son till Panthera) egentligen är en ordlek, en sorts judisk förvrängning och anspelning på att Jesus påstods vara född av en jungfru, eftersom det grekiska ordet för jungfru, παρθένος (parthenos) påminner om det i och för sig regelrätta namnet Pantera. Detta skulle i sig innebära att påståendet att Jesu fader egentligen var en romersk soldat vid namn Pantera inte grundar sig på verklig kännedom på förhållandena utan bara är en judisk reaktion på den kristna förkunnelsen, och ett försök att smäda Jesus.

### Gamla testamentet
Enligt den kristna traditionen är det Jesus som omtalas när Gamla Testamentet beskriver den kommande Messias. Några sådana exempel finns i Jesaja kapitel 53, Mika kapitel 5 vers 2 och Psaltaren kapitel 22. Somliga bibelforskare menar emellertid att de synoptiska evangeliernas beskrivning av Jesus är tolkningar av Jesaja enligt den judiska traditionen midrash.
Dödahavsrullarna, vilka några daterats från 100-talet f.Kr. till c:a 70 e.Kr., nämner inte Jesus. På grund av vissa likheter i teologi mellan evangelierna och Dödahavsrullarna har det spekulerats i att Dödahavsrullarnas Rättfärdighetens Lärare skulle ha varit förebild för Bibelns beskrivning av Jesus (se till exempel Alvar Ellegård, Myten om Jesus eller Michael Baigent/Richard Leigh, Dödahavsrullarnas Hemlighet). Det är en vitt spridd uppfattning att Jesus hade att göra med esséerna eller att åtminstone Johannes döparen skulle ha kunnat tillhöra deras grupp.

## Arkeologiska fynd

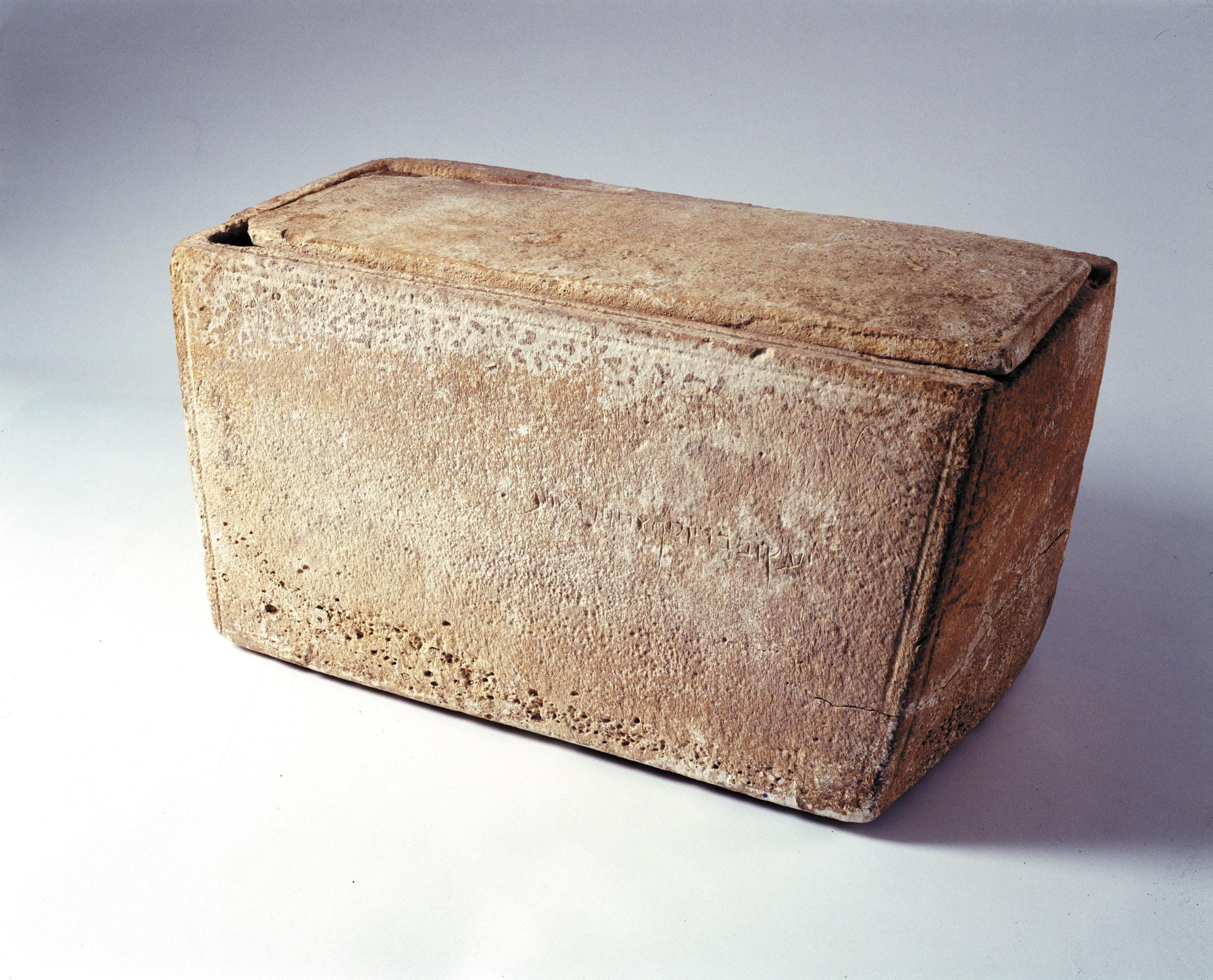
Jakobs ossuarium med inskriptionen på långsidans högra del

År 2002 kom ett ossuarium, Jakobs ossuarium, i blickfånget. Det var en rektangulär låda av sten som var vanlig i Palestina under perioden från ca 20 f.Kr. till 70 e.Kr. och som påträffats i tusental. Vid denna tid hade judarna för vana att sedan kroppen förruttnat låta begrava benen i en andra begravning genom att lägga dem i ett kärl. Dessa ossuarier bär ofta inskriptioner, och just detta hade en inskription som löd Ya'aqov bar Yosef akhui di Yeshua, vilket betyder "Jakob, son till Josef, bror till Jesus". Ossuariet är daterat till den period då judarna begravde sina döda på detta sätt. Den vetenskapliga debatten gäller dock inte ossuariets ålder, utan inskriptionens ålder. När ossuariet uppmärksammades ansågs fyndet vara av stor betydelse eftersom man såg möjligheten till det första arkeologiska beviset för att Bibelns Jesus existerat. Enligt André Lemaire som beskrev inskriptionen i Biblical Archaeology Review kan det ha funnits 20 personer som stämmer in på den beskrivningen. Rochelle I. Altman, som är expert på inskriptioner och historiker med inriktning på skriftsystem, har undersökt lådan och fastslagit att "Jakob, son till Josef" är äkta, men "bror till Jesus" var en dålig förfalskning. Lådans upptäckare arresterades sedermera misstänkt för att ha förfalskat den. Han friades från huvudmisstankarna men dömdes i samband med rättegången för mindre bedrägerier till böter och fängelse.
En gravkammare i Jerusalem-trakten undersöktes i september 1945. I American Journal of Archaeology rapporterar E.L. Sukenik att en kista var försedd med den grekiska texten Iesovs iov (med grekiska tecken). Det första ordet betyder Jesus, men det andra ordet används i regel för att uttrycka sorg eller irritation. Detta ledde Sukenik att tro att texten inte hänvisade till den döde, speciellt eftersom en kista i samma rum var försedd med fyra kors, samt den grekiska inskriptionen Iesovs aloth. Betydelsen av aloth är okänd, men antogs ha en betydelse liknande iov. Med ledning av några krukor, ett mynt och utseendet på texten på lådorna ansågs det att gravkammaren var i bruk fram till mitten av det första århundradet. J.P. Kane anser dock att texten har tolkats felaktigt.

## Fiktion
Under 1900-talet har flera mer eller mindre fantasispäckade tolkningar gjorts rörande Jesu liv och leverne. Men då det är fråga om att skapa intressanta intriger har dessa böcker mycket lite med vetenskap att göra, eller drivs av selektivt urval av fakta. För det mesta är "teorierna" rena spekulationer och påvisar amatörmässig kunskap om ämnesområdena.
Med Dan Browns bästsäljande thriller Da Vinci-koden (som bygger på boken Heligt blod, helig Gral av Baigent, Leigh, Lincoln 1982) populariserades frågan om Jesus historicitet. I romanen framläggs hypotesen att den heliga Graal i själva verket skulle syfta på Jesu blod i form av barn han ska ha fått med Maria Magdalena, och att denna helighet bevaras av ett hemligt sällskap vid namn Prieuré de Sion. Trots författarens bedyrande om motsatsen är dock det mesta i boken fiktion. 
Liknande påståenden om att en hemlig kunskap om Jesus skulle ha censurerats av den romersk-katolska kyrkan, in i nutid, var också ett centralt drag i debatten om Dödahavsrullarna vid mitten av 1990-talet. Richard Leigh och Michael Baigent – samma personer som skrev Holy Blood and Holy Grail – hävdade i Leigh, Baigent 1991 att den katolska École Biblique i Jerusalem, ytterst med stöd av Vatikanen, undertryckt publicering av Dödahavsrullarna eftersom dessa skulle innehålla kvarlevor och traditioner från den tidiga kristna och esseiska rörelsen som specifikt kunde skaka kyrkan i dess grundvalar, en tes som fick stort genomslag i de närmaste årens diskussion men inte bekräftades när några hackers lyckades släppa fulltexten till de återstående rullarna på internet. Leigh och Baigent hade varit i kontakt med John Allegro, som tidigare suttit med i det exklusiva utgivarteamet för Discoveries in the Judaean Desert men hoppat av, och det är tydligen delvis dennes synvinkel på striden.

## Har Jesus alls existerat?
Huvudartikel: Ahistoriska hypotesen
Enligt forskare som Richard Carrier och Robert M. Price samt populärvetenskapliga icke-disputerade författare som propagerar för Jesusmyten finns det inte några samtida och av kristendomen oberoende historiska källor om Jesus. Därför har enligt dessa författare forskningen om Jesu historicitet huvudsakligen varit begränsad till att utreda i vilken utsträckning evangelisternas uppgifter är tillförlitliga.
Filosofiprofessorn Artur Drews (med Die Christusmythe, 1909), och den franske autodidakten P.L. Couchoud (1879–1959) var de första som framförde hypotesen att Jesus aldrig funnits. Deras teorier och argument betraktas dock i regel inte som hållbara.
De flesta forskare utgår från att Jesus har existerat. Man har bland annat pekat på osannolikheten av att en sådan myt skulle ha uppstått. Att det inte går att positivt bevisa att en person funnits gäller ett stort antal andra historiska personligheter  som med tiden eller mycket snart har omtalats och fått beständig ryktbarhet, och praktiskt taget alla från så avlägsna tider.
Det stigande inflytandet av den empiriska vetenskapen, större kunskaper om myters uppkomst och utveckling och kyrkans minskade auktoritet har bidragit till tvivlet på Jesu historiska existens, även om det är en relativt marginell företeelse, såväl i en forskarvärld dominerad av troende kristna forskare som hos lekmän och icke-disputerade populärvetenskapliga författare.

## Källhänvisningar
1. ↑  Ordet/namnet Jesus är den latinska versionen av Jeshua, som är ett judiskt namn men också ett arameiskt ord som betyder ”förlösaren” eller ”frälsaren”. Kristus kommer från grekiskans christos, som är en direkt översättning av det arameiska meshiha (svenska: ”messias”) som betyder ”den smorde”, och ursprungligen användes som en titel, inte ett namn, för Jesus från Nasaret. I den post-bibliska användningen av begreppet blev Kristus en del av namnet ”Jesus Kristus”. Den latin-grekiska benämningen Jesus Kristus kan betraktas som en dubbel titel: ”Den smorde förlösaren” och syfta på att Jesus var en prästkonung, en kunglig frälsare (eller enligt bland andra seloterna en konung som skulle leda sitt folk i ett krig som skulle befria judarna i Judéen och Galiléen från Roms ockupation). Jesus Kristus är en titel som tillkommit tidigast århundradet efter hans död, när den nya tron hunnit konsolideras bland grekisk- och latintalande anhängare. Detta tillsammans med avsaknaden av pålitliga samtida källor medför att det inte går att fastslå vilket namn Jesus hade. Se bland andra Baigent, M. (2006, ”Only later was this designated to Jesus Christ”), Horbory, W. (1998) och Williams, M.H. (1998).
2. ↑  Svend Erik Stybe, Idéhistorie. Vor kulturs idéer og tanker i historisk perspektiv, s. 74f, Munksgaard 4. udgave 9. oplag 1996, första utgåvan 1961.
3. ↑  F F Bruce, De nytestamentliga texterna. Är de tillförlitliga?, orig. The new testament documents. Are they reliable? (EFS-förlaget 1969), s. 132.
4. 1 2  Markus N. A. Bockmuehl (editor), Christoffer Tuckett (section author), The cambridge companion to Jesus, "part II – The history of Jesus", s. 124, Cambridge press.
5. ↑  Dick Harrison, professor i historia, Att Jesus inte skulle ha funnits är en modern konspirationsteori, debattartikel Newsmill 2011-05-12 (arkiverad).
6. 1 2  J.M. Roberts, The Penguin History of the World, 1997, s. 265, ”The evidence for the facts of his life is contained in the records written down after his death in the Gospels, the assertions and traditions which the early Church based on the testimony of those who had actually known Jesus. The Gospels are not by themselves satisfactory evidence but their inadequacies can be exaggerated. They were no doubt written to demonstrate the supernatural authority of Jesus and the confirmation provided by the events of his life for the prophecies which had long announced the coming of Messiah... Nevertheless, it is very hard to find corroborative evidence of the facts stated in the Gospels in other records.”
7. ↑  Kirby, Peter. "Gospel of Mark" earlychristianwritings.com Retrieved January 30, 2010.
8. ↑  Gerhardsson, Birger (1982) En bok om nya testamentet 4 uppl. s. 259, Liber
9. ↑  bethinking.org (9 februari 2010). ”Ancient Evidence for Jesus from Non-Christian Sources” (på engelska). bethinking.org. https://www.bethinking.org/jesus/ancient-evidence-for-jesus-from-non-christian-sources. Läst 8 januari 2023.
10. ↑  Gerhardsson, Birger (1982) En bok om nya testamentet 4 uppl. s. 259, Liber. ”Vår genomgång av källorna till Jesu liv har visat, att vi så gott som uteslutande är hänvisade till NT, i första hand till evangelierna. Bortser man från notiserna hos Josefus och Suetonius (och möjligen några få rabbinska utsagor) är också de utomkristna uppgifterna om Jesus beroende av den tradition som finns bevarad i NT.”
11. ↑  Josefus, Judiska fornminnen 20:200.
12. ↑  Josefus, Judiska fornminnen 18:63–64.
13. ↑  Robert E. Van Voorst, Jesus Outside the New Testament: An Introduction to the Ancient Evidence (Grand Rapids: Eerdmans, 2000), s. 93.
14. ↑  John P. Meier, A marginal Jew: rethinking the historical Jesus. Vol. 1, The roots of the problem and the person (New York: Doubleday, 1991), s. 59–61, 74–75.
15. ↑  Paula Fredriksen, Jesus of Nazareth, King of the Jews: A Jewish Life and the Emergence of Christianity (New York: Vintage Books, 2000), s. 248.
16. ↑  Craig A. Evans, “The Misplaced Jesus: Interpreting Jesus in a Judaic Context”, i Bruce D. Chilton, Craig A. Evans & Jacob Neusner (eds), The Missing Jesus: Rabbinic Judaism and the New Testament: New Research Examining the Historical Jesus in the Context of Judaism (Leiden & Boston: Brill, 2002), s. 21.
17. ↑  Louis H. Feldman, Josephus and Modern Scholarship (1937–1980) (Berlin: W. de Gruyter, 1984).
18. ↑  Louis H. Feldman, ”A Selective Critical Bibliography of Josephus”, i Louis H. Feldman, Gōhei Hata (eds.), Josephus, the Bible, and History (Leiden: E.J. Brill, 1989), s. 430.
19. ↑  James N. B. Carleton Paget, ”Some Observations on Josephus and Christianity”, Journal of Theological Studies 52:2 (2001), s. 579.
20. ↑  Alice Whealey, Josephus on Jesus, The Testimonium Flavianum Controversy from Late Antiquity to Modern Times, Studies in Biblical Literature 36. (New York: Peter Lang, 2003), s. 31–33.
21. ↑  Bland dem som under de senaste årtiondena argumenterat för att hela Testimonium Flavianum är en kristen förfalskning märks Leon Herrmann, Crestos: Temoignages paiens et juifs sur le christianisme du premier siecle (Collection Latomus 109; Brussels: Latomus, 1970); Heinz Schreckenberg, Die Flavius-Josephus-Tradition in Antike und Mittelalter, Arbeiten zur Literatur und Geschichte des Hellenistischen Judentums 5, (Leiden: Brill, 1972), s. 173; Tessa Rajak, Josephus, the Historian and His Society (Philadelphia: Fortress Press, 1983) ; J. Neville Birdsall, ”The Continuing Enigma of Josephus’s Testimony about Jesus,” Bulletin of the John Rylands University of Manchester 67 (1984–85), s. 609–22; Per Bilde, ”Josefus’ beretning om Jesus”, Dansk Teologisk Tidsskrift 44, s. 99–135, Flavius Josephus between Jerusalem and Rome: his Life, his Works and their Importance (JSPSup 2; Sheffield: Sheffield Academic Press, 1988), s. 222–223; Kurt Schubert (med Heinz Schreckenberg), Jewish Historiography and Iconography in Early Christian and Medieval Christianity, Vol.1, Josephus in Early Christian Literature and Medieval Christian Art (Assen and Minneapolis: Fortress Press, 1992), s. 38–41; Earl Doherty, The Jesus Puzzle: Did Christianity Begin with a Mythical Christ? (Ottawa: Canadian Humanist Publications), 1999, s. 205–222; Jesus: Neither God Nor Man – The Case for a Mythical Jesus, Ottawa: Age of Reason Publications, 2009, s. 533–586; Ken Olson, ”Eusebius and the Testimonium Flavianum,” Catholic Biblical Quarterly 61 (1999), s. 305–322; ”A Eusebian Reading of the Testimonium Flavianum” i Eusebius of Caesarea: Tradition and Innovations, ed. A. Johnson & J. Schott (Harvard University Press, 2013), s. 97–114; och Richard Carrier, ”Origen, Eusebius, and the Accidental Interpolation in Josephus, Jewish Antiquities 20.200”, Journal of Early Christian Studies, (Vol. 20, No. 4, Winter 2012), s. 489–514; On the Historicity of Jesus: Why We Might Have Reason for Doubt (Sheffield Phoenix Press, 2014), s. 332–342.
22. ↑  Robert E. Van Voorst, Jesus Outside the New Testament: An Introduction to the Ancient Evidence (Grand Rapids: Eerdmans, 2000), s. 91–92.
23. ↑  Oates, Harry. ”The Great Jewish Revolt of 66 CE” (på engelska). World History Encyclopedia. https://www.worldhistory.org/article/823/the-great-jewish-revolt-of-66-ce/. Läst 8 januari 2023.
24. ↑  Baigent (2006), ss 96–97.
25. ↑  Taylor & Davies (1998), s 18f.
26. ↑  John C. Dwyer Church History: Twenty Centuries of Catholic Christianity,s. 6, ISBN 0-8091-3830-1
27. ↑  BibleTexts: What is the meaning and significance of the name Bar Abbas, "son of the father"?
28. 1 2  Einhorn. L. (2006), ss 90–140.
29. ↑  Lena,, Einhorn,. A shift in time : how historical documents reveal the surprising truth about Jesus. ISBN 9781631580994. OCLC 914219197. https://www.worldcat.org/oclc/914219197
30. ↑  Vårt kulturarv : Det nya Europa skapas. Del IV, s. 266, red. P Krarup, H Holmboe, K Gierow, (Helsingborg 1966).
31. ↑  Alvar Ellegård, Myten om Jesus. Den tidigaste kristendomen i nytt ljus, (Sthlm 1992), s. 9, 152–153.
32. ↑  Alvar Ellegård, Myten om Jesus. Den tidigaste kristendomen i nytt ljus, (Sthlm 1992), s. 82.
33. ↑  ”En ren myt om Jesus”. Signum. 1 mars 2021. https://signum.se/artikelarkiv/en-ren-myt-om-jesus/. Läst 8 januari 2023.
34. 1 2  Alvar Ellegård, Myten om Jesus. Den tidigaste kristendomen i nytt ljus, (Sthlm 1992), s. 9.
35. ↑  Alvar Ellegård, Myten om Jesus. Den tidigaste kristendomen i nytt ljus, (Sthlm 1992), s. 10.
36. ↑  Wells, G.A. (1971). The Jesus of the Early Christians.
37. ↑  Viklund, R. (2005). Den Jesus som aldrig funnits. Röbäck: Bokförlaget Vimi.
38. ↑  Stefan Gustavsson, generalsekreterare, Svenska Evangeliska Alliansen: Forskare tvivlar inte på Jesu liv. Dagen, 25 jan 2006.
39. ↑  Se till exempel Thor-Leif Strindberg. ”Paulus och 'den historiske Jesus'”. Arkiverad från originalet den 24 maj 2010. https://www.webcitation.org/5pySnMkFg?url=http://www.alltombibeln.se/bibelfragan/pauljesu.htm.
40. ↑  Edvin Larsson, "Jesu liv och urkristendomens historia", s. 257, En bok om Nya Testamentet, utg. av Birger Gerhardsson, 5:e uppl. (Lund 1969).
41. 1 2  Ethelbert Stauffer, Den historiske Jesus i ny belysning, orig. Jesus, Gestalt und Geschichte (Sthlm 1965; orig Bern 1957), s. 17.
42. ↑  Edvin Larsson, "Jesu liv och urkristendomens historia", s. 259 ff, En bok om Nya Testamentet, utg. av Birger Gerhardsson, 5:e uppl. (Lund 1969).
43. ↑  "it should be remarked that although the Roman historian Tacitus calls the governor of Judaea, Pontius Pilate, a procurator, he was in fact a prefect. This is proved by an inscription Arkiverad 12 oktober 2007 hämtat från the Wayback Machine.". – Lendering, Jona, Procurator
44. ↑  ”The most likely source of Tacitus’s information about Christ is Tacitus’s own dealings with Christians, directly or indirectly.” Van Voorst, Robert, Jesus Outside the New Testament, s 52.
45. ↑  The internet Encyklopedia of Philosophy: Philo of Alexandria
46. ↑  Fotios, Bibliotheke 33.
47. 1 2  Edvin Larsson, "Jesu liv och urkristendomens historia", s. 257 ff, En bok om Nya Testamentet, utg. av Birger Gerhardsson, 5:e uppl. (Lund 1969).
48. ↑  Joel B. Green, Scot McKnight, I. Howard Marshall, Dictionary of Jesus and the Gospels: A Compendium Of Contemporary Biblical Scholarship, s. 292.
49. ↑  Robert E. Van Voorst, Jesus Outside the New Testament: An Introduction to the Ancient Evidence, 2000, s. 33, med not 31.
50. ↑  Babyloniska Talmud, Shabbat 104b; även Palestinska Talmud, Shabbat 13d.
51. ↑  Tosefta, Sanhedrin 10:11; även Palestinska Talmud, Sanhedrin 7:16.
52. ↑  Babyloniska Talmud, Shabbat 104b och Sanhedrin 67a.
53. ↑  Frank R. Zindler, The Jesus the Jews Never Knew: Sepher Toldoth Yeshu and the Quest of the Historical Jesus in Jewish Sources (New Jersey: American Atheist Press, 2003).
54. ↑  Babyloniska Talmud, Sanhedrin 43a.
55. ↑  Theissen, Gerd & Merz, Annette, The Historical Jesus: A Comprehensive Guide. Minneapolis, Minnesota: Fortress Press 1998, s. 75. ISBN 0-8006-3123-4
56. ↑  Maurice Goguel, Jesus and the Origins of Christianity, vol. I: The Life of Jesus; New York: Harper Brothers, 1960, s.189); Steve Mason, Josephus and the New Testament, 2d ed.; Peabody: Hendrickson, 2003, s. 228.
57. ↑  Babyloniska Talmud, Sanhedrin 107b.
58. ↑  Babyloniska Talmud, Sanhedrin 107b; Båda dessa stycken upprepas i Sotah 47a.
59. ↑  Palestinska Talmud Sanhedrin 6:9.
60. ↑  Palestinska Talmud, Hagigah 2:2.
61. ↑  Robert Travers Herford, Christianity in Talmud and Midrash (London: Williams and Norgate, 1903).
62. ↑  Kelsos, Sanningens ord; bevittnad genom Origenes motskrift, Mot Kelsos, från år 248.
63. ↑  Ethelbert Stauffer, Den historiske Jesus i ny belysning, orig. Jesus, Gestalt und Geschichte (Sthlm 1965; orig Bern 1957), s. 22.
64. ↑  Tosefta, Hullin 2:22–24.
65. ↑  Frank R. Zindler, The Jesus the Jews Never Knew: Sepher Toldoth Yeshu and the Quest of the Historical Jesus in Jewish Sources (New Jersey: American Atheist Press, 2003), s. 141–147.
66. ↑  Frank R. Zindler, The Jesus the Jews Never Knew: Sepher Toldoth Yeshu and the Quest of the Historical Jesus in Jewish Sources (New Jersey: American Atheist Press, 2003), s. 145.
67. ↑  Mishnah, Yebamot 4:13; upprepat i babyloniska gemaran, Yebamot 49b.
68. ↑  Frank R. Zindler, The Jesus the Jews Never Knew: Sepher Toldoth Yeshu and the Quest of the Historical Jesus in Jewish Sources (New Jersey: American Atheist Press, 2003), p. 113.
69. ↑  Frank R. Zindler, The Jesus the Jews Never Knew: Sepher Toldoth Yeshu and the Quest of the Historical Jesus in Jewish Sources (New Jersey: American Atheist Press, 2003), s. 113–117.
70. ↑  Robert E. Van Voorst, Jesus Outside the New Testament: An Introduction to the Ancient Evidence (Grand Rapids: Eerdmans, 2000), s. 114.
71. ↑  Ethelbert Stauffer, Den historiske Jesus i ny belysning, orig. Jesus, Gestalt und Geschichte (Sthlm 1965; orig Bern 1957), s. 28.
72. ↑  F F Bruce, De nytestamentliga texterna. Är de tillförlitliga?, orig. The new testament documents. Are they reliable? (EFS-förlaget 1969), s. 114.
73. ↑  Robert E. Van Voorst, Jesus Outside the New Testament: An Introduction to the Ancient Evidence (Grand Rapids: Eerdmans, 2000), s. 67.
74. ↑  http://www.biblicalarchaeology.org/daily/news/judge-rules-in-forgery-trial-sentencing/
75. ↑  E.L. Sukenik, The Earliest Records of Christianity, American Journal of Archaeology, Vol. 51, No. 4 (1947), s. 351–365.
76. ↑  J.P. Kane "By no means ‘The earliest records of Christianity’ – with an emended reading of the Talpioth inscription IESOUS IOU", PEQ 103 (1971) 103–108.
77. ↑  Svend Erik Stybe, Idéhistorie. Vor kulturs idéer og tanker i historisk perspektiv, s. 74–75, Munksgaard 4. udgave 9. oplag 1996, första utgåvan 1961.